# Kompaktfreileitung Luzk

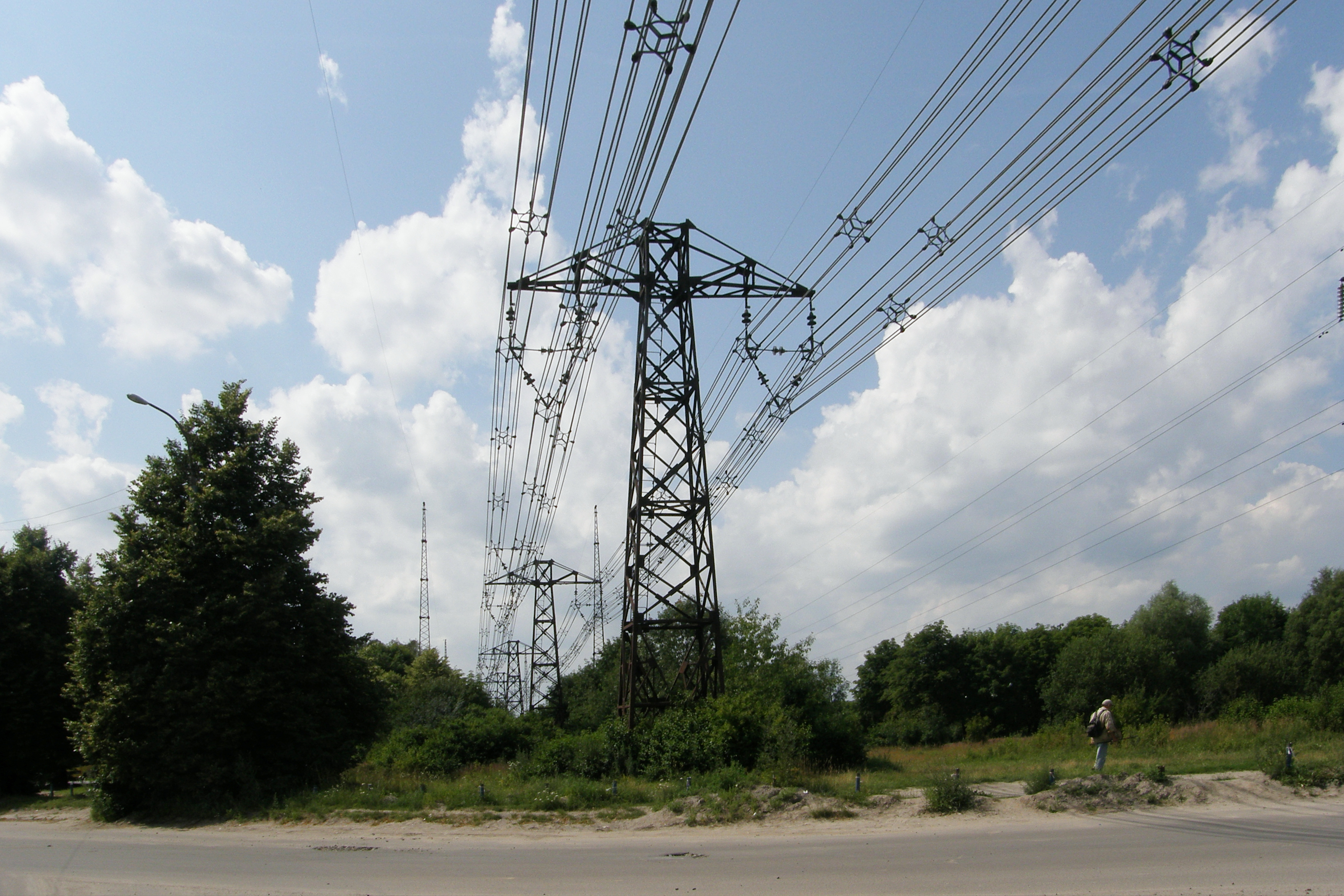
Kompaktfreileitung Luzk

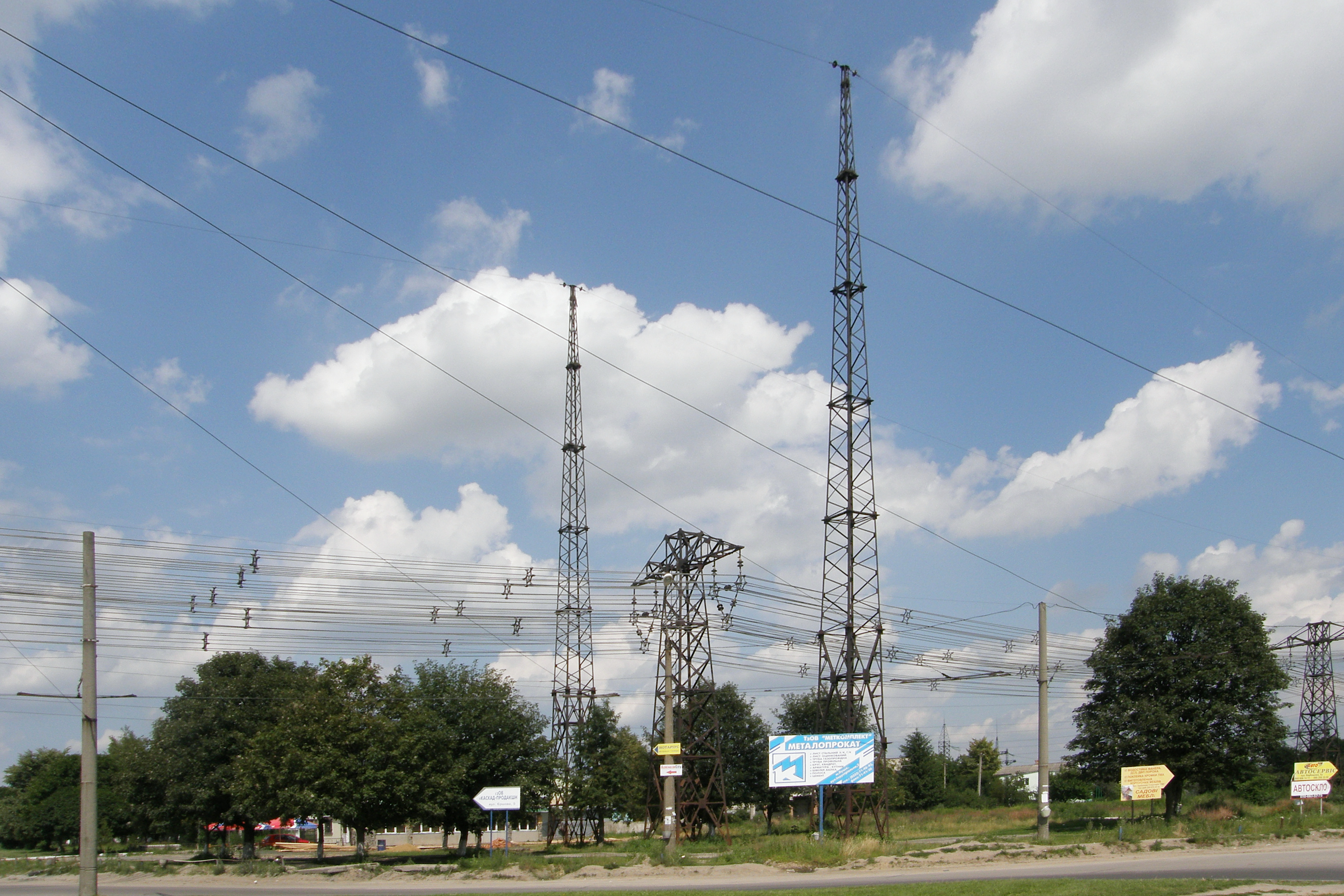
Neben der Leitung stehende Masten des Erdseils

Die Kompaktfreileitung Luzk ist eine 10-kV-Hochspannungsfreileitung im Norden von Luzk in der Ukraine, welche ein Heizkraftwerk in der Stadt Luzk (50° 46′ 30,8″ N, 25° 22′ 27,8″ O) mit einem Umspannwerk im Stadtteil Pivnichna (50° 46′ 28,9″ N, 25° 23′ 6,8″ O) verbindet.
Die nur 978 Meter lange, zweisystemige Leitung weist einen außergewöhnlichen Aufbau auf: Die Leiterseile der Dreiphasensysteme sind als Sechserbündel ausgeführt. In dieser niedrigen Spannungsebene ist das unüblich. Die Leiter eines Systems sind durch Isolatoren im Spannfeld und an den Masten voneinander isoliert im Dreieck jeweils zu einem Strang zusammengefasst. Dieser Strang ist mit Isolatoren an den Masten befestigt. Durch diese Konstruktion erreicht man eine schmalere Trassenbreite als mit einer Leitung herkömmlicher Bauweise möglich wäre.
Die Leitung verfügt über zwei Erdseile, die auf separaten Masten beidseits der Trasse geführt werden.
Bei Balakowo existiert eine ähnliche Freileitung.